# Liste der brasilianischen Botschafter in Afghanistan
Der brasilianische Botschafter nächst der Regierung in Kabul residiert in Islamabad.

## Geschichte
Bis 1980 war der brasilianische Botschafter in Tehran regelmäßig auch bei der Regierung in Kabul akkreditiert.
| Ernannt       | Name                                         | Bemerkungen                | Mensagem Senado Federal | im Senat des Nationalkongress vorgestellt am | ernannt von               | akkreditiert bei | Posten verlassen |
| ------------- | -------------------------------------------- | -------------------------- | ----------------------- | -------------------------------------------- | ------------------------- | ---------------- | ---------------- |
| 21. Nov. 2005 | Fausto Martha Godoy                          | (* 28. Juni 1945 in Bauru) | MSF 209 de 2005         | 8. Nov. 2005                                 | Luiz Inácio Lula da Silva | Hamid Karzai     | 2007             |
| 30. Apr. 2008 | Carlos Eduardo Sette Câmara da Fonseca Costa |                            | MSF 276 de 2007         | 16. Apr. 2008                                | Luiz Inácio Lula da Silva | Hamid Karzai     | 2009             |
| 15. Juli 2009 | Alfredo Cesar Martinho Leoni                 |                            | MSF 91 de 2009          | 7. Juli 2009                                 | Luiz Inácio Lula da Silva | Hamid Karzai     |                  |